# یواس‌اس آر-۱۸ (اس‌اس-۹۵)
یواس‌اس آر-۱۸ (اس‌اس-۹۵) (به انگلیسی: USS R-18 (SS-95)) یک زیردریایی بود که طول آن ۱۸۶ فوت ۲ اینچ (۵۶٫۷۴ متر) بود. این زیردریایی در سال ۱۹۱۸ ساخته شد.